# Arnaut Danjuma
Arnaut Danjuma Groeneveld (n. 31 ianuarie 1997, Lagos, Statul Lagos, Nigeria) este un fotbalist nigerian și neerlandez, care joacă pe post de mijlocaș la Valencia în La Liga. Pe plan internațional, are prezențe la națională pentru Țările de Jos U21⁠(d) și Țările de Jos.